# 多良木自動車学園
株式会社多良木自動車学園（たらぎじどうしゃがくえん）は、熊本県球磨郡多良木町にある自動車教習所。また、同教習所を運営する企業で味岡建設企業グループの一企業（有限会社多良木自動車学園）。

## 教習可能免許
- 中型自動車
- 普通自動車
- 大型特殊自動車
- 大型自動二輪車
- 普通自動二輪車

## 交通アクセス
- くま川鉄道湯前線東多良木駅から徒歩で11分